# Liste der Orte im Kreis Prahova

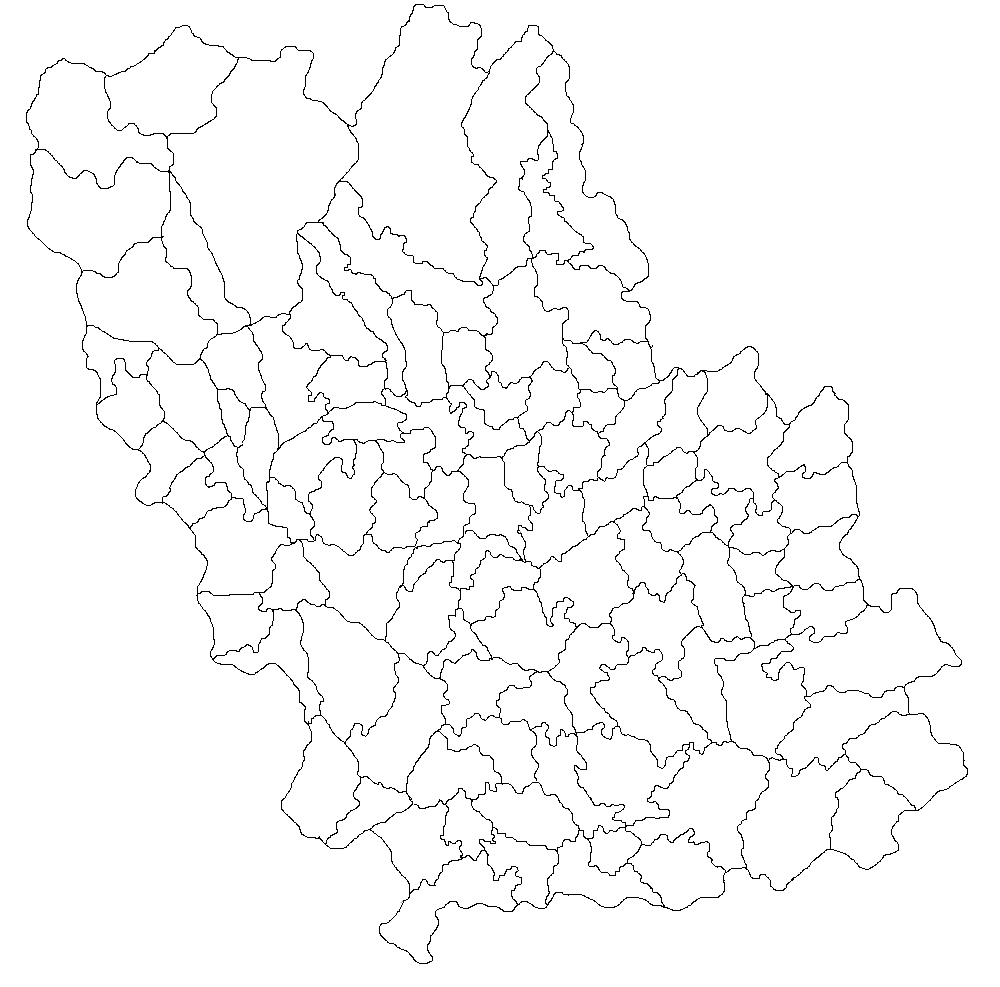
Gemeinden des Kreises Prahova

Der Kreis Prahova  in Rumänien besteht aus offiziell 461 Ortschaften. Davon haben 14 den Status einer Stadt, 90 den einer Gemeinde. Die übrigen sind administrativ den Städten und Gemeinden zugeordnet.

## Städte
| - Azuga - Băicoi - Boldești-Scăeni - Breaza - Bușteni | - Câmpina - Comarnic - Mizil - Ploiești - Plopeni | - Sinaia - Slănic - Urlați - Vălenii de Munte |

## Gemeinden
| - Adunați - Albești-Paleologu - Aluniș - Apostolache - Ariceștii Rahtivani - Ariceștii Zeletin - Baba Ana - Balta Doamnei - Bălțești - Bănești - Bărcănești - Bătrâni - Berceni - Bertea - Blejoi - Boldești-Grădiștea (Gemeindesitz: Boldești) - Brazi (Gemeindesitz: Brazii de Sus) - Brebu (Gemeindesitz: Brebu Mânăstirei) - Bucov - Călugăreni - Cărbunești - Ceptura (Gemeindesitz: Ceptura de Jos) - Cerașu - Chiojdeanca - Ciorani (Gemeindesitz: Cioranii de Jos) - Cocorăștii Colț - Cocorăștii Mislii - Colceag - Cornu (Gemeindesitz: Cornu de Jos) - Cosminele (Gemeindesitz: Cosmina de Jos) | - Drăgănești - Drajna (Gemeindesitz: Drajna de Sus) - Dumbrava - Dumbrăvești - Fântânele - Filipeștii de Pădure - Filipeștii de Târg - Florești - Fulga (Gemeindesitz: Fulga de Jos) - Gherghița - Gorgota - Gornet - Gornet-Cricov - Gura Vadului - Gura Vitioarei - Iordăcheanu - Izvoarele - Jugureni - Lapoș - Lipănești - Măgurele - Măgureni - Măneciu (Gemeindesitz: Măneciu-Ungureni) - Mănești - Olari - Păcureți - Păulești - Plopu - Podenii Noi - Poiana Câmpina | - Poienarii Burchii - Posești (Gemeindesitz: Poseștii-Pământeni) - Predeal-Sărari (Gemeindesitz: Predeal) - Provița de Jos - Provița de Sus - Puchenii Mari - Râfov - Salcia - Sălciile - Sângeru - Scorțeni - Secăria - Șirna - Șoimari - Șotrile - Starchiojd - Ștefești - Surani - Talea - Târgșoru Vechi - Tătaru - Teișani - Telega - Tinosu - Tomșani - Vadu Săpat - Valea Călugărească - Valea Doftanei (Gemeindesitz: Teșila) - Vâlcănești - Vărbilău |

## A
| - Albești-Muru - Albinari | - Antofiloaia - Arioneștii Noi | - Arioneștii Vechi - Arva |

## B
| - Băltița - Bâra - Bărăitaru - Bărzila - Bătești - Belciug - Bighilin - Bobicești - Boboci - Bobolia - Bodești - Bogdănești | - Boldești - Bordenii Mari - Bordenii Mici - Boșilcești - Bozieni - Brădet - Brătășanca - Brătești - Brazii de Jos - Brazii de Sus - Breaza de Jos | - Breaza de Sus - Brebu Mânăstirei - Brebu Megieșesc - Buchilași - Buda (Ariceștii Rahtivani) - Buda (Râfov) - Bughea de Jos - Bughea de Sus - Buștenari - Butuci - Buzota |

## C
| - Călinești - Cap Roșu - Cărbunari - Cârjari - Cartierul Dâmbu - Cătina - Cătunu (Berceni) - Cătunu (Drajna) - Ceptura de Jos - Ceptura de Sus - Cernești - Cheia - Cherba - Cheșnoiu - Chiciureni - Chirițești | - Chițorani - Cioceni - Ciocrac - Cioranii de Jos - Cioranii de Sus - Cireșanu - Ciupelnița - Coada Izvorului - Coada Malului - Coceana - Cocorăștii Caplii - Cocorăștii Grind - Cocoșești - Colonia Brazi - Colțu de Jos - Conduratu | - Corlătești - Cornu de Jos (Cornu) - Cornu de Jos (Drăgănești) - Cornu de Sus (Cornu) - Cornu de Sus (Dumbrava) - Coșerele - Coslegi - Cosmina de Jos - Cosmina de Sus - Costeni - Coțofenești - Crângurile - Crivina - Cuib - Curcubeu - Curmătura |

## D
| - Dâmbu - Dârvari - Dițești | - Dobrota - Doftana - Drăgăneasa | - Drăghicești - Drajna de Jos - Drajna de Sus |

## E
| - Ezeni |

## F
| - Făcăieni - Făget - Făgetu - Fânari (Gherghița) | - Fânari (Gorgota) - Fânari (Olari) - Fefelei - Frăsinet | - Fulga de Jos - Fulga de Sus - Fundeni |

## G
| - Găgeni - Gâlmeia - Găvănel - Gheaba - Ghighiu - Ghinoaica | - Ghiocel - Ghioldum - Ghioșești - Glod - Goga - Gogeasca | - Goruna - Grădiștea - Gresia - Groșani - Gura Beliei - Gura Crivățului |

## H
| - Hăbud - Hârsa | - Hătcărău | - Homorâciu |

## I
| - Iazu - Independența | - Inotești - Irimești | - Izești - Izvoru |

## J
| - Jercălăi |

## L
| - Lacu Turcului - Lăpoșel - Liliești | - Livadea - Loloiasca - Lopatnița | - Lunca Mare - Lunca Prahovei - Lutu Roșu |

## M
| - Magula - Măgura - Mălăeștii de Jos - Mălăeștii de Sus - Mălăiești - Malamuc - Malu Roșu - Malu Vânăt - Mânăstirea Suzana - Măneciu-Pământeni | - Măneciu-Ungureni - Marginea Pădurii - Mărginenii de Jos - Mârlogea - Mărunțiș - Matița - Mehedința - Melicești - Merdeala - Meri | - Minieri - Mireșu Mare - Mireșu Mic - Miroslăvești - Mislea - Moara - Moara Domnească - Moara Nouă - Mocești |

## N
| - Nedelea - Negoiești - Nevesteasca - Nisipoasa | - Nistorești - Novăcești - Nucet (Chiojdeanca) | - Nucet (Gornet) - Nucșoara de Jos - Nucșoara de Sus |

## O
| - Ocina de Jos - Ocina de Sus - Odăile - Ogretin | - Olarii Vechi - Ologeni - Olteni | - Orzoaia de Jos - Orzoaia de Sus - Ostrovu |

## P
| - Păcuri - Palanca - Pantazi - Parepa-Rușani - Păuleștii Noi - Perșunari (Cocorăștii Colț) - Perșunari (Gura Vadului) - Piatra (Cocorăștii Colț) - Piatra (Drajna) - Piatra (Provița de Jos) - Piatra Mică - Pietriceaua - Pietricica - Pietrișu - Pietroșani - Piorești - Pisculești - Pițigoi - Plai - Plăiețu - Plaiu (Provița de Sus) | - Plaiu (Talea) - Plaiu Câmpinei - Plaiu Cornului - Plavia - Pleașa - Ploieștiori - Plopeni (Dumbrăvești) - Podenii Vechi - Podgoria - Podu Cheii - Podu Corbului - Podu lui Galben - Podu Lung - Podu Ursului - Podu Vadului - Podu Văleni - Podurile - Poiana - Poiana Copăceni - Poiana Mare - Poiana Mierlei | - Poiana Trestiei - Poiana Țapului - Poiana Vărbilău - Poienarii Apostoli - Poienarii-Rali - Poienarii Vechi - Poienile - Popești (Brazi) - Popești (Podenii Noi) - Posada - Poseștii-Pământeni - Poseștii-Ungureni - Potigrafu - Prăjani - Predeal - Predești - Priseaca - Puchenii Mici - Puchenii-Moșneni - Pușcași |

## R
| - Rachieri - Radila - Răgman | - Rahova - Românești | - Rotarea - Rotari |

## S
| - Sălcioara - Sărari - Sărățel - Sârca - Satu Nou (Baba Ana) - Satu Nou (Lipănești) - Satu de Sus - Sătucu - Schela - Schiau (Urlați) - Schiau (Valea Călugărească) | - Schiulești - Scurtești - Seciu - Seciuri - Sfăcăru - Sfârleanca - Sicrita - Siliștea - Siliștea Dealului - Șipotu | - Slavu - Slon - Șoimești - Stăncești - Stejaru - Stoenești - Străoști - Strejnicu - Ștubeiu - Surdești |

## T
| - Țânțăreni - Țărculești - Târgșoru Nou - Tăriceni - Târlești - Târșoreni - Tătărăi - Tătărani | - Teșila - Țintea - Țipărești - Tisa - Tohani - Țonțești - Trăisteni - Trenu | - Trestienii de Jos - Trestienii de Sus - Trestioara - Tufani - Tufeni - Tulburea - Tulburea-Văleni |

## U
| - Udrești - Ulmi | - Ungureni (Filipeștii de Târg) - Ungureni (Gherghița) | - Ungureni (Vadu Săpat) - Urleta |

## V
| - Vadu Părului - Vâlcelele - Valea Anei - Valea Bobului - Valea Borului - Valea Bradului - Valea Brădetului - Valea Crângului - Valea Cricovului - Valea Cucului - Valea Dulce - Valea Largă - Valea Lespezii | - Valea Mantei - Valea Mieilor - Valea Nicovani - Valea Nucetului - Valea Oprii - Valea Orlei - Valea Pietrei - Valea Plopului - Valea Poienii - Valea Popii - Valea Scheilor - Valea Screzii - Valea Seacă | - Valea Seman - Valea Stâlpului - Valea Stupinii - Valea Târsei - Valea Tocii - Valea Unghiului - Valea Urloii - Valea Ursoii - Vărbila - Vârfurile - Varnița - Vistieru - Vitioara de Sus |

## Z
| - Zahanaua - Zalhanaua | - Zâmbroaia - Zamfira | - Zănoaga - Zmeuret |